# Rosemarie Leineweber
Rosemarie Leineweber (* 1951 in Eisenach, frühere Namen: Rosemarie Bößiger und Rosemarie Worbs) ist eine deutsche Prähistorikerin.

## Leben
Leineweber studierte von 1970 bis 1974 Ur- und Frühgeschichte in Berlin und Halle (Saale). 1975 legte sie in Halle ihre Diplomarbeit zum Thema Das kaiserzeitliche Gräberfeld von Zethlingen, Kreis Kalbe/Milde aufgrund der Ausgrabungen von 1958 bis 1962 vor. Von 1974 bis 1993 arbeitete sie in verschiedenen Museen der Altmark und von 1993 bis zu ihrer Pensionierung war sie Mitarbeiterin am Landesamt für Denkmalpflege und Archäologie Sachsen-Anhalt in Halle. 1994 promovierte sie an der Humboldt-Universität Berlin zum Thema Kultur- und Besiedlungsgeschichte der Altmark in spätrömischer Zeit. Sie ist seit 1989 korrespondierendes Mitglied des Comité pour la Sidérurgie ancienne der Union Internationale des Sciences Préhistoriques et Protohistoriques und seit 2001 der Römisch-Germanischen Kommission des Deutschen Archäologischen Instituts.

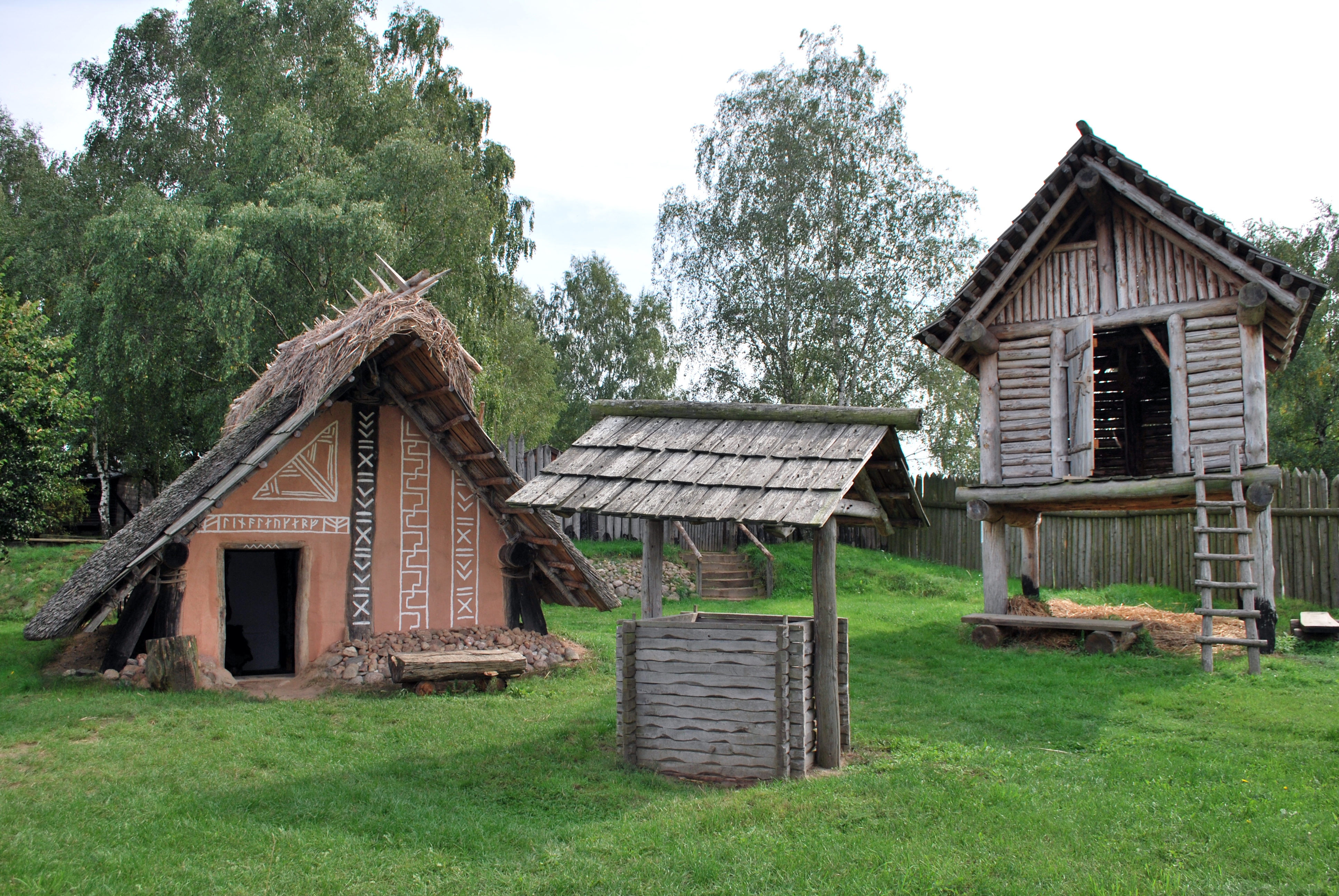
Die Langobardenwerkstatt Zethlingen

Ihre Forschungsschwerpunkte sind die Archäologie der Altmark, die römische Kaiserzeit in Germanien, Archäometallurgie und Experimentalarchäologie. Sie war in den 1990er Jahren maßgeblich am Aufbau des Freilichtmuseums Langobardenwerkstatt Zethlingen beteiligt und ab 2003 an der Untersuchung von Unterwasserbefunden im Arendsee.
Sie beschäftigt sich zudem mit deutschen Reisenden und Auswanderern des 19. und frühen 20. Jahrhunderts und hat seit 2016 zwei Bücher zu diesen Themen publiziert.
Leineweber ist verheiratet und hat zwei Kinder.

## Schriften
Autorin
- Das kaiserzeitliche Gräberfeld von Zethlingen, Kreis Kalbe/Milde aufgrund der Ausgrabungen von 1958 bis 1962. Diplomarbeit, 1975.
- Zethlingen – ein Brandgräberfeld der spätrömischen Kaiserzeit aus der Altmark (= Wissenschaftliche Beiträge / Martin-Luther-Universität Halle-Wittenberg. Band 1979/12 = Wissenschaftliche Beiträge. Reihe L / Martin-Luther-Universität Halle-Wittenberg. Band 14). 1979.
- Die Altmark in spätrömischer Zeit (= Veröffentlichungen des Landesamtes für Denkmalpflege und Archäologie Sachsen-Anhalt. Band 50). 1997.
- Als Schiffsarzt 1908 rund um Afrika. Das Tagebuch der Schiffsreise eines Altmärkers und Landarztes in Nebra mit der Deutschen Ost-Afrika-Linie. 2016.
- Langobarden einst in Zethlingen. Vom Kommen und Gehen – Leben und Sterben elbgermanischer Siedler in der Altmark vom 2. bis zum 4. Jahrhundert n. Chr. 2019.
- Ausgewandert 1883: von der Unstrut nach Ohio. Skizzen aus einem Auswanderleben und zur deutschen Emigration im Laufe des 19. Jahrhunderts. 2019.
- Zethlingen – ein Brandgräberfeld der spätrömischen Kaiserzeit aus der Altmark. Die Ausgrabungen der Jahre 1978–1988 (= Veröffentlichungen des Landesamtes für Archäologie Sachsen Anhalt. Band 83). Landesamt für Denkmalpflege und Archäologie Sachsen-Anhalt, Halle (Saale) 2021, ISBN 978-3-948618-26-1.
- Zethlingen – ein Brandgräberfeld der spätrömischen Kaiserzeit aus der Altmark. Die Ausgrabungen der Jahre 1989–2011 (= Veröffentlichungen des Landesamtes für Archäologie Sachsen Anhalt. Band 92). Landesamt für Denkmalpflege und Archäologie Sachsen-Anhalt, Halle (Saale) 2023, ISBN 978-3-948618-68-1.

Herausgeberin
- Mit Harald Meller: » ... antiquum Arnesse ... «. Interdisziplinäre Forschungen zur Geschichte des Arendsees (2003–2011) (= Archäologie in Sachsen-Anhalt. Sonderband 31). 2019.